# اتوهگزادی ال
اتوهگزادی ال (به انگلیسی: Etohexadiol) با فرمول شیمیایی C8H18O2 یک ترکیب شیمیایی با شناسه پاب‌کم 533 است. که جرم مولی آن ۱۴۶٫۲۲۷۳۲ گرم بر مول می‌باشد. 